# Ban Mueang
Ban Mueang (tiếng Thái: บานเมือง, là quốc vương Sukhothai, một vương quốc cổ xưa ở Thái Lan. Ông xuất thân từ Triều Phra Ruang. Sau khi cha ông, Pho Khun Si Intharathit, qua đời, Pho Khun Ban Mueang đã lên ngôi kế vị và cai trị vương quốc Sukhothai.

## Tên gọi
Ban Mueang (tiếng Thái: บานเมือง) nghĩa là "người làm phát triển đất nước".
Trong tiếng Thái, tên này thường bị viết sai thành "บาลเมือง", phát âm giống nhau và có nghĩa là "người bảo hộ đất nước".
Ông chỉ được gọi là Ban (บาน) trong Bia đá Pu Khun Chit Khun Chot (Bia đá số 45), được tạo ra vào năm 1935 Phật lịch (1392/93 Công nguyên).

## Cuộc đời
Pho Khun Ban Mueang là hoàng tử thứ hai của Pho Khun Si Intharathit, vị vua của Vương quốc Sukhothai, và hoàng hậu Nang Sueang. Ông kế vị ngai vàng sau khi cha mình qua đời, mặc dù năm lên ngôi không được ghi chép rõ ràng. Pho Khun Ban Mueang trị vì cho đến khi qua đời khoảng năm 1822 Phật lịch (1279/1280 Công nguyên).
Bia đá Ram Khamhaeng miêu tả tự truyện của Pho Khun Ram Khamhaeng, em trai của ông, như sau:
"Cha ta tên là Si Intharathit, mẹ ta tên là Nang Sueang, anh ta tên là Ban Mueang. Chúng ta có năm anh em, ba trai và hai gái. Anh cả đã mất từ khi còn nhỏ... Khi cha ta còn sống, ta luôn chăm sóc cha mẹ. Ta săn bắn và mang thịt cá về cho cha ta. Ta tìm được trái cây ngon mang về cho cha ta. Khi ta săn voi, ta cũng mang về cho cha ta. Ta đi khắp nơi, tìm được voi, ngà voi, phụ nữ, vàng bạc, ta đều mang về cho cha ta. Khi cha ta qua đời, ta tiếp tục chăm sóc anh trai ta như cha ta. Khi anh trai ta qua đời, ta lên ngai vàng".

Pho Khun Ban Mueang cũng được nhắc đến trong bia đá Phu Khun Chit Khun Chot, ghi chép thứ tự các vị vua của triều đại Phra Ruang.
Sau khi Pho Khun Ban Mueang qua đời, em trai ông là Pho Khun Ram Khamhaeng kế vị ngai vàng, trở thành vị vua tiếp theo của Vương quốc Sukhothai.
Theo tài liệu "Jinakalamali", Pho Khun Ban Mueang có một người con trai tên là Pho Ngua Nam Thum, sau này cũng trở thành vua của Vương quốc Sukhothai.
Theo truyền thống đặt tên con cháu theo tên tổ tiên, tên của Pho Khun Ban Mueang đã được đặt cho cháu nội của ông, Phaya Ban Mueang, người sau này lên ngôi trở thành Phra Maha Thammaracha IV, vua của Vương quốc Sukhothai.